# Luigi Preti
Luigi Preti (Ferrara, 23 ottobre 1914 – Bologna, 19 gennaio 2009) è stato un politico e scrittore italiano, esponente di spicco del Partito Socialista Democratico Italiano, più volte ministro tra il 1958 e il 1979.

## Biografia

### Famiglia e studi
Ultimo di quattro fratelli, nacque in una famiglia di commercianti ferraresi; il padre Vito gestiva un'attività insieme alla moglie Maria Giordani, e anche i fratelli Emilio, Ilario e Giuseppe si dedicarono al commercio e all'imprenditoria. "Luigino", così chiamato dai familiari per via del fisico mingherlino, a 22 anni (nel 1936) si laureò in giurisprudenza con il massimo dei voti e la lode presso l'Università di Ferrara, e conseguì in seguito una seconda laurea in Lettere.
Terminati gli studi, insegnò storia e filosofia in alcuni licei, ed in seguito divenne docente di Istituzioni di Diritto pubblico presso l'Università di Ferrara. All'attività didattica alternava quella di giornalista e di autore di pubblicazioni di carattere storico e giuridico.
Sposò Anna Fabbri, dalla quale ebbe tre figli: Maria, Paolo e Antonio. Ebbe da loro tre nipoti: Vito, Maria Elena e Chiara.

### Attività politica

#### Sotto il regime e la Resistenza nel PSI
Insofferente al fascismo, Preti non faceva mistero della sua simpatia per le idee socialiste neanche quando, nel 1941 viene richiamato sotto le armi. Per questo fu denunciato al Tribunale Militare per "lesa maestà, disfattismo ed insubordinazione".
Detenuto in un carcere militare in attesa di giudizio, si salvò dal processo e dalla condanna a morte per fucilazione alla schiena, grazie alla caduta del regime ed al susseguente armistizio, nel cui marasma riuscì a evadere e a darsi alla macchia.
Dopo aver svolto lavori saltuari a Milano, Preti raggiunge la Svizzera dove, a Zurigo, entrò in contatto con Ignazio Silone, che gli affidò la direzione del periodico "L'Avvenire dei Lavoratori".

#### Assemblea Costituente
Rientrato in Italia al termine del conflitto, nel 1946 fu eletto Segretario provinciale del PSI a Ferrara, ed entrò a far parte del Consiglio comunale. Nel giugno dello stesso anno fu eletto deputato all'Assemblea Costituente nel XIII collegio (Bologna-Ferrara-Ravenna-Forlì), raccogliendo ben 20.516 voti di preferenza, piazzandosi secondo dietro il popolarissimo sindaco di Bologna Francesco Zanardi.
Durante i lavori della Costituente partecipò attivamente alla redazione della Carta fondamentale della repubblica. In particolare, sua è la definizione della magistratura intesa come "ordine" e non come "potere" dello Stato.

#### La scelta socialdemocratica
Il 12 gennaio 1947 Preti aderì al Partito Socialista dei Lavoratori Italiani (in seguito noto come PSDI), fondato da Giuseppe Saragat in disaccordo con il segretario socialista Pietro Nenni circa l'unità d'azione con i comunisti, ed a questo partito restò legato per il resto della sua carriera politica.
Nel 1950 divenne membro della direzione del partito, ed in seguito Segretario generale. Si adoperò per la riunificazione con il PSI, avvenuta tra il 1969 ed il 1971, e nel 1988 fu eletto Presidente del Consiglio nazionale del PSDI; in seguito fu Presidente onorario dello stesso, carica che mantenne fino al ridimensionamento del partito, avvenuto in seguito alla bufera giudiziaria di Tangentopoli (che vide coinvolti anche numerosi esponenti del PSDI a livello locale e nazionale).
Contrario alla confluenza nel PSI, fondò insieme ad Enrico Ferri il movimento Socialdemocrazia Liberale Europea, e che nelle elezioni politiche del 1996 si schierò con l'alleanza di centro-destra. Successivi dissidi di Preti con Ferri, dovuti alla decisione di quest'ultimo di federare il movimento con il Centro Cristiano Democratico di Pier Ferdinando Casini, portarono Preti ad uscire dal SOLE ed a fondare Rinascita Socialdemocratica, per federarsi prima con Forza Italia e poi con il Partito Socialista di Ugo Intini e Gianni De Michelis, nella coalizione di centro-destra alle elezioni regionali italiane del 2000.

### Attività di governo
Nelle elezioni del 18 aprile 1948 Preti fu eletto Deputato al Parlamento, dove sedette per dieci legislature consecutive. La sua attività di parlamentare ebbe spesso a vertere sui temi economici e sociali, come la lentezza nell'erogazione delle pensioni di guerra, le magre retribuzioni dei dipendenti statali e la critica alla politica economica e finanziaria del governo.
A marzo 1954 ottenne il suo primo incarico governativo entrando a far parte della compagine guidata da Mario Scelba, in qualità di Sottosegretario di Stato al Ministero del Tesoro con delega alle pensioni di guerra, carica che mantenne anche nel successivo governo guidato da Antonio Segni, fino al 1957.
Nel luglio 1958 fu nominato Ministro delle finanze nel secondo governo Fanfani, e dovette subito fronteggiare le accuse rivolte al suo dicastero per il caso del "Banchiere di Dio", che sfociarono nell'istituzione di un'apposita Commissione Parlamentare d'inchiesta.
Caduto il governo nel gennaio del 1959, Preti dovette attendere fino al febbraio del 1962, quando fu nominato Ministro del commercio con l'estero nel quarto governo Fanfani. L'anno seguente fu nominato da Aldo Moro ministro senza portafoglio per la Riforma della Pubblica Amministrazione.
In seguito Preti ebbe altre cariche di governo, tra cui quella di Ministro del bilancio e della programmazione economica (1969), Ministro dei trasporti, dal 1973 al 1974 e Ministro dei trasporti e dell'aviazione civile dal 1979 al 1980 nel quinto governo Andreotti, e ministro per la Marina Mercantile nel 1979.
Anche l'attività parlamentare di Preti è stata segnata da importanti incarichi. Nel 1973 è stato presidente della Commissione Bilancio e Partecipazioni statali; nel 1978 ha presieduto la Commissione Pubblica Istruzione, e dal 1983 al 1987 ha ricoperto la presidenza della Commissione Interno.
Dal 1976 al 1980 è stato presidente del gruppo parlamentare del PSDI della Camera dei deputati, ricoprendo, dal 1988 al 1990, la carica di presidente del Consiglio nazionale del PSDI e poi quella di presidente onorario fino all'adesione del Partito Socialdemocratico alla federazione dei Socialisti Democratici Italiani.
Inoltre, fu vicepresidente della Camera dei deputati dal 1980 al 1983.

### Riforma tributaria
Nella sua qualità di Ministro delle finanze, carica che ricoprì dal 1966 al 1968 nel terzo governo Moro e dal 1970 al 1972 nel terzo governo Rumor e nel successivo governo Colombo, mise a punto la legge di "Riforma tributaria", volta a modernizzare e razionalizzare la tassazione dei redditi e la riscossione dei tributi.
Già nel 1951 era stato introdotto dal suo predecessore Ezio Vanoni, con la cosiddetta "Legge di perequazione tributaria", l'obbligo per i contribuenti della dichiarazione annuale dei redditi, ma la riforma di Preti trasformò l'impopolare IGE in IVA, ed abrogando molte tasse e diversi balzelli divenuti ormai anacronistici (quali ad esempio l'Imposta sul bestiame, l'Imposta sui cani, l'Imposta sulle vetture, l'Imposta sul valore locativo, l'Imposta sui Domestici, ecc.) e la cui riscossione costava ormai quasi quanto il loro introito.
L'iter legislativo della riforma fu lungo e travagliato. Infatti, sin dal 1962 erano state nominate dal Parlamento delle commissioni di studio, con l'apporto di studiosi del Diritto tributario quali Cesare Cosciani e Bruno Visentini, al fine di affrontare i problemi riguardanti l'imposizione fiscale, e tracciare le linee guida di una riforma organica del settore, resasi viepiù necessaria dalle risultanze statistiche che dimostravano come dal 1964 il prelievo fiscale sulle famiglie superava, in percentuale sul PIL, quello sulle imprese.
Il primo disegno di legge - di delega sulla riforma tributaria - risale al 1967, ma per la sua approvazione definitiva si doveva attendere l'ottobre del 1971.
I decreti delegati riguardanti il nuovo sistema tributario per le imposte indirette furono emessi il 26 ottobre del 1972 ed entrarono in vigore dal 1º gennaio 1973, mentre quelli relativi alle imposte dirette furono emessi il 29 settembre del 1973, ed entrarono in vigore dal 1º gennaio 1974, quando a Preti nella carica di Ministro delle finanze era subentrato lo stesso Visentini, che condivide con lui la paternità delle leggi di riforma, tuttora in vigore.

## Morte
Preti rimase lucido e combattivo fino a pochi anni prima della sua morte, avvenuta all'età di 94 anni, continuando a scrivere articoli per l'Avanti! e Il Resto del Carlino.
Ebbe molteplici interessi e abitudini frugali (per molto tempo rifiutò l'uso di autovetture di servizio per i suoi spostamenti tra Roma e Bologna o Ferrara, preferendo servirsi del treno). Tra le sue disposizioni testamentarie figura il dono all'Università degli Studi di Ferrara della sua biblioteca personale, composta da circa ottomila volumi non solo di argomento giuridico, economico e sociopolitico, ma anche da una vasta selezione di testi d'arte, di letteratura, di scienze e di filosofia, nonché integrata da un'imponente raccolta di atti parlamentari.

## Scrittore e saggista

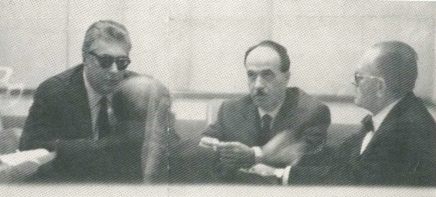
Da sinistra, Luigi Silori, Luigi Preti e Alberto Sensini, nel 1968

Oltre che per la sua attività politica, Preti ebbe notorietà non solo per i suoi saggi di carattere storico e giuridico (fra cui La crisi della giustizia in Italia, 2000) ma anche per essere l'autore di Giovinezza, giovinezza... (1964), un romanzo dal sapore autobiografico ambientato durante la dittatura fascista, e da lui dedicato a quelli che chiamava "i giovani della società del benessere", che vinse il Premio Bancarella, e da cui in seguito fu tratto il film omonimo (1969), diretto da Franco Rossi.

## Opinioni riguardo l'alta velocità
Preti, pur lontano dalla politica attiva e nonostante l'età, s'interessò alla questione dell'alta velocità in quanto prefigurava un rilevante dispendio di risorse pubbliche dalla dubbia efficacia. In una lettera al ministro Franco Reviglio scrisse,:
“Comincio col dirti che non è in nessuna maniera accettabile la tesi che l'Alta velocità sarebbe “un sostegno allo sviluppo e all'occupazione” nonché “uno strumento utilizzabile per ridare ossigeno all'industria nazionale”. Se si tratta di aiutare la FIAT, l'IRI e l'Eni – che sono i general contractor – per fare guadagnare ad essi qualcosa, può esser compreso da alcuno, ma non da me. L'industria non si sviluppa con questi lavori di costruzione, ma con imprese destinate a durare. D'altro lato, dieci o quindicimila persone eventualmente impegnate per alcuni anni nei lavori dell'Alta velocità sono ben piccola cosa sul fronte dell'occupazione. Senza contare che altri lavori, intesi a mettere a posto tante linee ferroviarie in pessime condizioni già esistenti, darebbero almeno lo stesso risultato.
La delibera del 9 dicembre '92 del Bilancio, del Tesoro e dei Trasporti, della quale tu mi invii copia, stabilisce che lo Stato (ossia le Ferrovie) non dovrà pagare di interessi più di 5.500 miliardi per l'intera costruzione della tratta Torino-Milano-Napoli. Gli eventuali superi dovrebbero essere pagati dalla TAV con i proventi della gestione. Ciò mi pare assurdo, perché non esistono ferrovie attive in nessun Paese del mondo”

## Opere
- Giovinezza, giovinezza... (1964)

## Riconoscimenti
- Premio Bancarella (1964)[4]